# Tafelberg (Kaapstad)
De Tafelberg (Engels: Table Mountain, Afrikaans: Die Tafelberg) bij Kaapstad is een tafelberg op de westelijke kaap die uitkijkt over Kaapstad en omgeving.
De berg heeft een kenmerkende platte bovenkant, en is ongeveer drie kilometer breed. De Tafelberg is vanuit de wijde omgeving te zien en is beeldbepalend voor de omgeving. Om die reden fungeert een gestileerde afbeelding van de berg als vlag van Kaapstad en op stadlogo's. Het is tevens een belangrijke toeristische attractie.
Inwoners van de stad die naar het zuiden (naar de berg toe) kijken, zien links Duivelspiek (1000 m) en aan de rechterkant wordt de Tafelberg (1086 m) geflankeerd door Leeukop (669 m, Lion's Head) en Seinheuwel (350 m, Signal Hill). De bovenkant van de berg is geregeld door wolken bedekt.
De achterkant van de berg is complexer dan men zou denken wanneer men de berg van voren ziet. Het hoogste punt op de Tafelberg is McLear's Beacon met 1086 meter. Dit punt werd opgericht voor de Franse sterrenkundige Nicolas Louis de Lacaille en de landmeter Sir Thomas Maclear, die er een trigonometrisch baken lieten plaatsen. Vandaag de dag rest hiervan enkel nog een hoge stapel keien.
Rondom de berg is het Nationaal park Tafelberg gelegen. De Tafelberg is het enige aardse fenomeen waar een sterrenbeeld (Mensa) naar genoemd is. Dit sterrenbeeld is zo genoemd door de Franse sterrenkundige Nicolas de Lacaille, die het ontdekte tijdens zijn verblijf in de Kaap in het midden van de 18e eeuw. Het sterrenstelsel kan in de zuidelijke hemisfeer gezien worden; het is midden juli rond middernacht onder Orion te zien.

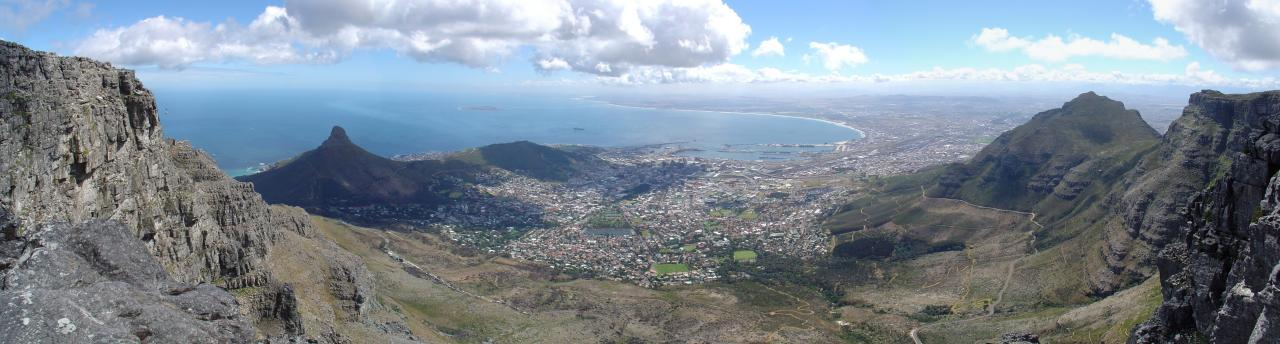
Panorama vanop de Tafelberg. De foto kijkt naar het Noorden, en van west naar oost zijn Leeukop, Seinheuwel, Robbeneiland, het centrum van Kaapstad, de haven van Kaapstad, en Duivelspiek

## Geschiedenis
In 2021 brak er een grote brand uit op de tafelberg. Hierbij raakten diverse gebouwen, waaronder die van de universiteit van Kaapstad, zwaar beschadigd.

## Kabelbaan

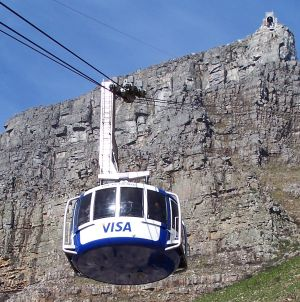
Kabelbaan

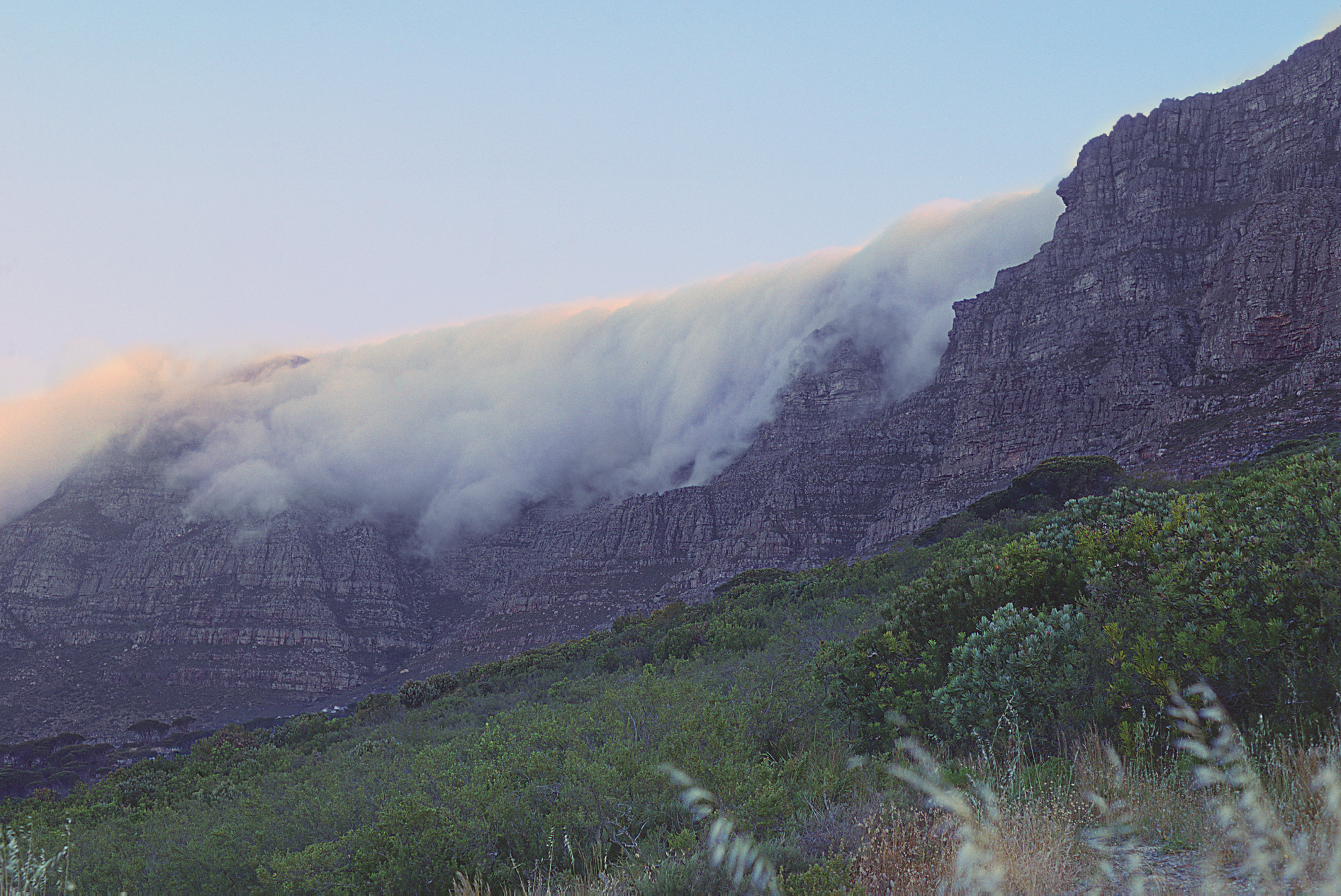
Wolken rollen vanaf de bovenkant

Op het westelijke uiteinde van de tafelberg werd een kabelbaan aangelegd. Bovenaan is er, naast het wijde uitzicht op de omgeving, een restaurant, curiowinkels, en een aantal korte wandelingen. Het is ook het startpunt van langere wandelingen die over de ganse Tafelberg lopen en meestal de berg ook afdalen.
De eerste kabelbaan werd geopend op 4 oktober 1929, dezelfde dag in 1997 werd een nieuwe ingehuldigd. Deze verhoogde het draagvermogen van 25 tot 65 personen per cabine. De nieuwe cabine is rond en roteert rond zijn as bij het op en neer gaan. Dit biedt alle inzittenden een goed zicht op de omgeving.
In de (Afrikaanse) wintermaanden werkt de kabelbaan tot een uur voor zonsondergang. In de zomer werkt de kabelbaan langer zodat men zonsondergang vanop de Tafelberg kan zien, en daarna nog naar beneden kan. Bij speciale gelegenheden zoals Nieuwjaar werkt de kabelbaan ook rond middernacht.
Dit is wel altijd afhankelijk van de weersomstandigheden aan de kabelbaan en boven op de berg. Sterke wind of te slecht weer of te zware bewolking (de zogenaamde "Kaapse Dokter", in feite orografische wolken) boven op het plateau kunnen ervoor zorgen dat de kabelbaan niet opgestart wordt. De website over de kabelbaan geeft hierover duidelijkheid.

## Wandelen
Er zijn verschillende manieren om de Tafelberg op te wandelen, zonder gebruik te maken van de kabelbaan. De populairste is Platteklip Gorge, die vertrekt aan Tafelberg Road, ongeveer 2 km na het onderstation van de kabelbaan. Deze route beklimt de berg aan de voorkant, en neemt 1-3 uur in beslag. Bovenaan komt men dicht bij het bovenstation van de kabelbaan uit.
Vanaf Kirstenbosch National Botanical Garden vertrekken 'Nursery Ravine' en 'Skeleton Gorge'; Bridle Path vanuit Constantia; Indian Venster van het onderstation van de kabelbaan, en Kasteelspoort en Pipe Track vanuit Camps Bay. Deze wandelingen zijn moeilijker en minder duidelijk aangegeven.